# Rahmat (F24)
Rahmat (F24) byla fregata Malajsijského královského námořnictva. Objednána byla pod jménem Hang Jebat, přejmenována byla ještě během stavby. Ve službě byla v letech 1971–2004. Roku 2008 fregatu získal malajský stát Perak. Roku 2011 byla zpřístupněna jako muzejní loď v přístavu Lumut. Roku 2017 se téměř převrhla kvůli průniku vody vinou nedostatečné údržby.

## Stavba
Stavba fregaty byla objednána 11. února 1966 u britské loděnice Yarrow & Co. Ltd. ve Scotstounu v Glasgow. Kýl plavidla byl založen 1. června 1967, na vodu byla spuštěna 18. prosince 1967 a do služby byla přijata 13. září 1971. Thajsku byla dodána konstrukčně příbuzná fregata HTMS Makut Rajakumarn (FF 433).

## Konstrukce
Fregata byla vybavena radary Decca 626, Signaal M-20 a LW-02, zaměřovacím systémem M-44 pro střely Sea Cat a sonary typu 170B a typu 174. Výzbroj představoval jeden 114mm/45 kanóny Mk.5 ve věži na přídi, dva 40mm/70 kanóny Bofors, čtyřnásobný protiletadlový raketový komplet Sea Cat a dále jeden salvový vrhač hlubinných pum Limbo. Na zádi se nacházela přistávací plocha pro vrtulník. Pohonný systém byl koncepce CODOG. Tvořily jej dva diesely Crossley-Pielstick o výkonu 3850 hp pro ekonomickou plavbu a jedna plynová turbína Rolls-Royce Olympus o výkonu 19 500 hp pro bojové situace. Motory poháněly dva lodní šrouby. Nejvyšší rychlost dosahovala 26 uzlů. Dosah byl 6000 námořních mil při 16 rychlosti uzlů a 1000 námořních mil při rychlosti 26 uzlů.

### Modernizace
V letech 1982–1983 plavidlo prošlo modernizací. Střely Sea Cat mimo jiné nahradil další 40mm kanón Bofors.